# Deshin Shegpa
| Tibetische Bezeichnung                    |
| ----------------------------------------- |
| Tibetische Schrift: དེ་བཞིན་གཤེགས་པ་         |
| Wylie-Transliteration: de bzhin gshegs pa |

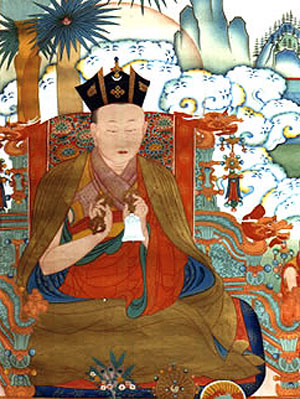
Der 5. Karmapa

Deshin Shegpa (tibetisch དེ་བཞིན་གཤེགས་པ། Wylie de bzhin gshegs pa; geb. 1384 in Kongpo; gest. 1415) war der 5. Karmapa der Karma-Kagyü-Schule des tibetischen Buddhismus. In älterer Literatur wird sein Name auch als Halima angegeben.

## Leben
Deshin Shegpa wurde vom 2. Shamarpa Khachö Wangpo, in Kongpo als Trülku des 4. Karmapa anerkannt. Von ihm erhielt er den traditionellen schwarzen Hut und noch andere Gegenstände seines verstorbenen Vorgängers. Er unterrichtete ihn in allen Aspekten der Kagyü-Übertragungslinie. Mit 22 oder 23 Jahren (1406/1407) machte Deshin Shegpa eine Reise nach Nanjing, der damaligen Hauptstadt der Ming-Dynastie, um den Kaiser Yongle zu besuchen, der eine Vision von ihm als Avalokiteshvara gehabt haben soll. Yongle, der in manchen buddhistischen Quellen gar als Emanation Manjushris gewertet wird, wurde auch Schüler des 5. Karmapa. Aufgrund einer weiteren Vision Yongles wurde eine schwarze Vajra-Krone angefertigt, die bei einer speziellen „Zeremonie der schwarzen Vajra-Krone“ getragen werden sollte, um die nach Befreiung aus Samsara strebenden zu befreien. Diese Krone überreichte ihm der Kaiser 1407. Yongle gab ihm auch den Titel „Großer-Wertvoller-Dharmakönig“.
Anschließend, 1408, pilgerte Deshin Shegpa zum Wutai-Shan-Gebirge. 1410 kehrte er zum Kloster Tshurphu zurück, um dessen Rekonstruktion zu überwachen, da es nach einem Erdbeben zerstört war. Er anerkannte Chöpel Yeshe als den 3. Shamarpa, den 1. Tai Situpa
Chökyi Gyeltshen (1377–1448) ernannte er zum höchsten Lama in Karma Gön. Vor seinem Tod machte er ein dreijähriges Retreat. Nächster Haupt-Linienhalter der Karma-Kagyü wurde sein Schüler Ratnabhadra. Deshin Shegpa starb im Alter von 31 Jahren.